# Kroda
Kroda (ucraniano Крода) es una banda de black metal con tintes de metal pagano y folk metal originaria de Dnipropetrovsk, en Ucrania.

## Biografía
Esta agrupación fue formada en 2003 por Eisenslav y Viterzgir. Sus letras están orientadas a la naturaleza, el paganismo y la historia, por lo que se cataloga a esta banda como pagan folk black metal.
Su primer disco, llamado Cry to me, River se publicó el 14 de febrero de 2005 bajo Stellar Winter (en Rusia) y RAROG Productions (Ucrania). Inmediatamente después, el 26 de abril, unen esfuerzos con los rusos Oprich y lanzan un álbum conjunto titulado Legend, en el que participaron con la canción "Poppyflowers are Blossoming". El 20 de julio del mismo año lanzan Towards the Firmaments Verge of Life..., su segundo álbum de larga duración.
Después trabajaron junto a la banda rusa Velimor y sacaron juntos el disco By a Hammer of Spirit and Identity of Blood. En 2007 lanzan su tercera producción y la titulan Fimbulvinter.

## Integrantes
- Eisenslav - voz, bajo, percusión (2003–presente)
- One of Thorns – bajo (2014–presente)
- Khladogard – guitarras (2014–presente)
- Clin – teclados (2014–presente)

Exmiembros
- Viterzgir – guitarra, bajo, instrumentos de folk, teclados (2003–2010)

## Discografía
Álbumes de estudio
- 2004: Cry to Me, River... Поплач Мені, Річко...
- 2005: Towards the Firmaments Verge of Life... До Небокраю Життя...
- 2007: Fimbulvinter Похорон Сонця
- 2011: Schwarzpfad
- 2015: GinnungaGap GinnungaGaldr GinnungaKaos

Álbumes split
- 2005: Legend (Poppyflowers Are Blossoming) Легенда (Мак Цвiте)
- 2006: By a Hammer of Spirit and Identity of Blood Молотом Духу та Єдністю Крові)